# Waco: The Rules of Engagement
Pour plus de détails, voir Fiche technique et Distribution.
Waco: The Rules of Engagement est un film américain réalisé par William Gazecki, sorti en 1997.

## Synopsis
Le film revient sur le siège de Waco en 1993.

## Fiche technique
- Titre : Waco: The Rules of Engagement
- Réalisation : William Gazecki
- Scénario : William Gazecki, Dan Gifford, Michael McNulty et Ron Nelson
- Musique : David Hamilton
- Photographie : William Gazecki et Rick Nyburg
- Montage : William Gazecki, Richard LaBrie et Rick Nyburg
- Production : William Gazecki et Michael McNulty
- Société de production : Fifth Estate Productions et SomFord Entertainment
- Narration : Dan Gifford
- Pays :  États-Unis
- Genre : Documentaire
- Durée : 136 minutes
- Dates de sortie : 
  -  États-Unis : 19 septembre 1997

## Distinctions
Le film a été nommé à l'Oscar du meilleur film documentaire.